# 坠入
是2006年美国上映的一部电影，由塔西姆·辛指导，李·佩斯、凯婷卡·安塔鲁主演的剧情片，该电影主要讲述一个小女孩和一个因为事故而导致行动不便的，心里受挫的演员在一起生活，之后这位演员因此而重新振作的故事。该作品根据1981年电影《Yo Ho Ho》改编。，该电影在2008年上映，全球票房为 370 万美元。

## 電影內容简介
有一位演员在一次事故中导致行动不便，于是导致其整日郁郁寡欢。而后，他遇到了一个女孩，并因此在脑海中建立了一个纷繁富丽的精神世界，并且他和女孩一起快乐的冒险。
而演员最后也因此打败了心魔，并决定好好地活着。

## 演员表
- 李·佩斯 饰 罗伊[4]
- 凯婷卡·安塔鲁 饰 Alexandria
- 李·佩斯 饰 蒙面侠
- 贾斯蒂恩·瓦戴尔 饰 Evelyn
- Daniel Caltagirone 饰 Sinclair/欧迪亚斯总督
- Leo Bill 饰 查尔斯·达尔文
- Julian Bleach 饰 The Mystic
- 金·乌伦布罗克 饰 亚力山大大帝
- Emil Hostina 饰 Alexandria's Father / Bandit
- Robin Smith 饰 路易奇
- Jeetu Verma 饰 印度人
- Marcus Wesley 饰 奥塔·班加
- 金·乌伦布罗克 饰 医生

## 影片主题
该作只要以人的精神幻想为主，不过每个故事之间是不连贯的，并且这些故事都以演员的生活为原型。
该作也反映了一些历史事情。

## 其他
- 该影片在印度、南非等国家进行拍摄。[7][8]
- 在烂番茄网站上，这部电影拥有 61% 的好评率。[9]

## 所获奖项
- 2007
  - 在第57届柏林国际电影节中，该作在水晶熊奖-特别提及-青少电影：最佳长片获奖。
- 2008
  - 在芝加哥影评人协会奖中，Colin Watkinson根据该作在最佳摄影将中提名。
  - 在第4届奥斯汀影评人协会中，该作获得最佳剧本奖。Colin Watkinson获得最佳摄影奖。
  - 在锡切斯加泰罗尼亚国际电影节中，该作获得最佳影片奖。[10]
- 2009
  - 在在线影评人协会奖中，Colin Watkinson获得最佳摄影提名。
  - 在土星奖中，凯婷卡·安塔鲁获得土星奖-最佳年轻演员提名。

## 備註
1. ↑  . Telegraph (UK). 18 April 2017  [April 28, 2020]. （原始内容存档于2022-10-28）.
2. ↑  . Box Office Mojo.   [16 October 2015]. （原始内容存档于2018-07-03）.
3. ↑  Garrett, Daniel. . Offscreen. 16 October 2015  [16 October 2015]. （原始内容存档于2022-10-28）.
4. ↑  Kehr, Dave. . New York Times. 11 May 2008  [16 October 2015]. （原始内容存档于2022-11-26）.
5. ↑  Stevens, Charlotte. . Cineaction. 2010, (80): 30–37.
6. ↑  Singh, Tarsem. . Rotten Tomatoes.   [30 September 2018]. （原始内容存档于2022-10-28）.
7. ↑  . Apanbear.spaces.live.com.   [11 August 2010].[]
8. ↑  . Flickr.com. 20 July 2004  [11 August 2010]. （原始内容存档于2021-11-18）.
9. ↑  . Rotten Tomatoes. Fandango.   [February 27, 2021]. （原始内容存档于2021-01-19）.
10. ↑  . 来自时光网.   [2022-10-28]. （原始内容存档于2022-10-28）.